# Agnes Nicholls
Agnes Nicholls (* 14. Juli 1876 in Cheltenham; † 21. September 1959 in London) war eine britische Sängerin der Stimmlage Sopran.

## Leben und Werk
Agnes Nicholls studierte von 1894 bis 1900 bei dem Gesangslehrer und Komponisten Alberto Antonio Visetti am Royal College of Music in London. 1895 debütierte sie als Opern- und 1897 als Konzertsängerin. 1904 unternahm sie eine umfangreiche Konzertreise durch die Vereinigten Staaten. Von 1904 bis 1908 war sie an der Covent Garden Opera in London engagiert. Sie trat häufig bei Musikfestivals als Oratoriensängerin auf.
Agnes Nicholls heiratete 1904 den irischen Dirigenten Hamilton Harty.